# Школа господина Мауруса
«Школа господина Мауруса» (эст. Indrek — «Индрек») — эстонский советский художественный фильм, снятый режиссёром Микком Микивером в 1975 году на киностудии «Таллинфильм» по мотивам второй части пенталогии А. Х. Таммсааре «Правда и справедливость». 
Премьера фильма состоялась 2 февраля 1976 года.

## Сюжет
Фильм о столкновении идей, где поднимаются многие моральные и философские проблемы. Действие фильма происходит в Эстонии в начале девяностых годов XIX века.
Главный герой, сельский парень Индрек Паас, переезжает из хуторской фермы в город, где поступает в школу господина Мауруса в период восстаний и переворотов.
Став свидетелем фальши и лицемерия, в поисках правды Индрек приходит к отрицанию буржуазной морали и религии.

## В ролях
- Харри Кырвитс — Индрек Паас (дублировал Борис Шинкарев)
- Антс Эскола — Маурус (дублировал Алексей Консовский)
- Мария Клёнская — Миральда (дублировала Юлиана Бугаева)
- Калье Кийск — Войтинский (дублировал Владислав Баландин)
- Рейн Арен — Слопашев (дублировал Юрий Пузырев)
- Аарне-Матти Юкскюль — Болотов (дублировал Алексей Сафонов)
- Юри Ярвет — учитель закона Божьего (дублировал Андрей Тарасов)
- Хейно Мандри — Тимуск (дублировал Константин Карельских)
- Юри Мюйр — Оллино (дублировал Анатолий Игнатьев)
- Олев Эскола — Мийлинымм (дублировал Артем Карапетян)
- Ильмар Таммур — Вихалепп (дублировал Павел Винник)
- Рудольф Аллаберт — эпизод
- Энн Краам — Тигапуу
- Мартин Вейнманн — эпизод
- Юхан Вийдинг — эпизод
- Пеэтер Волконский — эпизод
- Юло Киппар — эпизод
- Паул Лаасик — эпизод
- Лизл Лийса Линдау — эпизод
- Волдемар Пансо — эпизод
- Михкель Смелянский — эпизод
- Матс Траат — эпизод
- Маргус Туулинг — эпизод

## Съёмочная группа
- Режиссер — Микк Микивер
- Сценаристы — Арво Круусемент, Лембит Реммельгас
- Оператор — Михаил Дороватовский
- Композитор — Вельо Тормис
- Художник — Халья Клаар